# Xavier Sala i Martín
Xavier Sala i Martín, né le 17 juin 1963 à Cabrera de Mar en Espagne, est un économiste libéral américain et espagnol, spécialiste de l'économie du développement.

## Biographie
Il obtient une Llicenciatura en économie en 1985 à l'université autonome de Barcelone puis rejoint l'université Harvard où il obtient son Ph.D en économie en 1990. Il a alors enseigné à l'université Yale, à l'université Harvard et à l'université Pompeu Fabra de Barcelone. En 2008 il est professeur à l'université Columbia.
Il est le fondateur de l'association Umbele qui vise à aider le développement économique des pays africains.
Connu pour sa garde-robe colorée, il a également présidé temporairement le FC Barcelone en 2006.

## Travaux
Avec Robert Barro, il a apporté des contributions majeures à la théorie de la croissance endogène. Il est coauteur avec le même auteur du manuel Economic Growth, traduit dans plusieurs langues.
Il s'intéresse aussi au développement économique en Afrique, à la protection sociale, à l'économie monétaire. Concernant le développement, il prouve dans ses contributions récentes que les inégalités économiques et la pauvreté ont diminué au niveau mondial depuis les années 1970 pour les pays qui se sont ouverts au commerce international, alors que les pays ayant des stratégies autocentrées ont vu leur revenu moyen diminuer. Il explique par exemple que les inégalités entre pays ont augmenté dans les années 1960 et 1970, avant de diminuer progressivement. Il conclut également que le nombre de pauvres diminue, que ce soit en relatif ou dans l'absolu.
Sala i Martín est un des auteurs les plus cités dans la littérature économique contemporaine, par exemple 16e au classement des auteurs les plus cités dans les années 1990.

## Récompenses
Sala i Martín a obtenu à trois reprises un prix de « professeur distingué d'économie niveau doctorant » (Distinguished Teacher in Graduate Economics), à Columbia et Yale. Il a reçu le prix Juan Carlos Ier en 2004, prix décerné tous les deux ans au meilleur économiste d'Espagne et d'Amérique latine, sur le modèle de la médaille John Bates Clark, décernée à un économiste américain.